# Département de Tengréla
Le département de Tengréla est un département de Côte d'Ivoire.